# Кияшковское (Гадячский район)

Кияшковское (укр. Кияшківське) — село,
Харьковецкий сельский совет,
Гадячский район,
Полтавская область,
Украина.
Код КОАТУУ — 5320488203. Население по переписи 2001 года составляло 98 человек.

## Географическое положение
Село Кияшковское находится на расстоянии до 0,5 км от сёл Петроселовка, Бутовическое и Круглик.
По селу протекает пересыхающий ручей с запрудой.

## История
- 1680 — дата основания.